# Solkatt

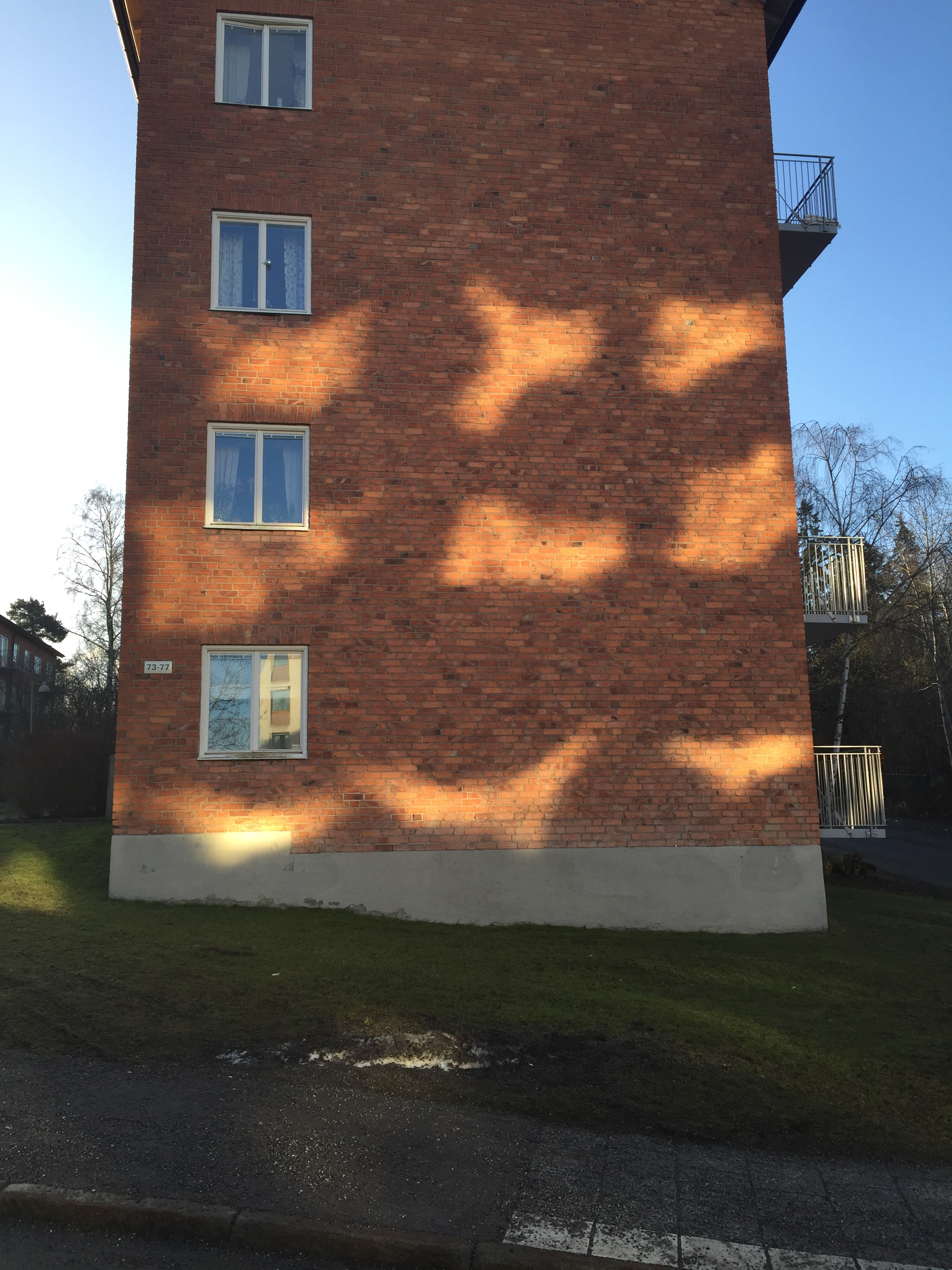
Fönsterglas reflekterar solljus på en husvägg i Stockholm.

Solkatt är reflekterat ljus, exempelvis från glaset på ett armbandsur eller från en spegel som blir träffad av ljuset från solen. Man kan ibland se en liten ljusfläck uppträda på väggen. Detta kallas i folkmun för solkatt, troligen på grund av att ljusfläcken rör sig på ett sätt som påminner om en katts något nyckfylla rörelsemönster.
En solkatt kan blända. Det har förekommit att publik medvetet stört tennisspelare med speglar under till exempel Davis Cup.
Det finns speciella små speglar med ett litet hål som gör att man kan sikta in en solkatt noggrant. Sådana speglar ingår i vissa nödutrustningar och används när man i en nödsituation vill fånga uppmärksamheten från exempelvis ett spaningsplan.
Vid tillämpningen håller man spegeln intill ena ögat och kikar genom hålet. Samtidigt håller man upp ett finger på utsträckt arm, så att spaningsplanet kommer precis bakom fingerspetsen. Till slut vrides spegeln så att solkatten hamnar exakt på fingerspetsen. Då kommer blänket att hamna så att spanaren ser det och kan hitta den nödställde.